# Sent Nasari (Gard)
Sent Nasari (en francès Saint-Nazaire) és un municipi francès situat al departament del Gard i a la regió d'Occitània.